# The Sallyangie
A The Sallyangie 1967-től 1969-ig fennálló angol folk duó, melyet egy testvérpár, Sally Oldfield és Mike Oldfield alkotott.
1968-ban adták ki egyetlen nagylemezüket, Children of the Sun címmel. A formáció a tagok karrierjének igen korai állomása volt, Sally Oldfield a lemez kiadásakor 21, Mike Oldfield pedig csupán 15 éves volt. 1969-ben kislemezük jelent meg: Two Ships/Colour Of The World, ezután felbomlottak.
Az együttes dalait saját maguk szerezték. Bár mindketten gitároztak és énekeltek, Sally Oldfield énekhangja és Mike Oldfield gitárjátéka dominált.